# Othonna intermedia
Othonna intermedia là một loài thực vật có hoa trong họ Cúc. Loài này được Compton mô tả khoa học lần đầu tiên vào năm 1949.